# Papp Annamária (énekesnő)
Papp Annamária (Cegléd, 1986. március 6. –) magyar énekesnő, színésznő, A Társulat című televíziós tehetségkutató verseny egyik szereplője, ottani produkciójának eredményeként közreműködhetett az István, a király 25 éves jubileumi előadásaiban is. 2007 Hazánk Szépe országos szépségverseny győztese. 2012-től a Budapesti Térszínház társulati tagja. 2015 Árpa Attila rendezésében az Argo2-ben "hisztis menyasszonyként" láthatta újra a közönség a mozivásznon. 2017 novemberétől a Jóban Rosszban című SuperTv2-es napi sorozat "Krasznai Ágnes" nővérét alakítja.

## Pályája
Nagykőrösön, az Arany János Református Gyakorló Általános Iskolában, majd az Arany János Református Gimnáziumban folytatta iskolai tanulmányait. Énekesi tehetsége már ekkor megmutatkozott: rendszeresen járt zsoltár- és népdaléneklő versenyekre. Ezt követően elvégezte a Shakespeare Színművészeti Akadémiát musical szakon, majd az Akadémia révén fellépési lehetőségekhez jutott a Budapesti Kamaraszínházban a Médeia c. darabban és a 2006. októberében bemutatott 56 csepp vér című rockmusicalben.
2007-ben beválasztották az M1-es tv műsor A Társulat című szerepválogató verseny indulói közé, melyet Szörényi Levente és Bródy János István a király c. rockoperájának 25. évfordulójára hoztak létre. Egyetlen nappal a válogató középdöntője előtt vesztette el édesapját, ennek ellenére vállalta a megmérettetést, nem is eredménytelenül. Az élőműsoros adások alapján szerepet kaphatott az István, a király 25 éves jubileumi előadásaiban, ahol Koppány feleségeinek egyikét, Enikőt játszotta.
2010-ben a Bel ami című film forgatásán az egyik szereplő testdublőre volt néhány intim jelenetben, a vámpírt alakító Robert Pattinson partnereként. Ebben az évben lett a NeoClassX nevezetű rockzenekar énekesnője 7 éven keresztül.
2010-12 ig a Szövetség tv-internetes tv hírolvasója volt, mely kizárólag a magyarsággal kapcsolatos bel- és külföldi híreket dolgozta fel.
2004-ben végzős gimnazistaként a Nagykőrösi Szépségverseny második helyezettje lett, majd 2007-ben az országos Hazánk Szépe verseny győztese, azaz Szépségkirálynője.
Színházak-szerepek:
2017 Budapesti Térszínház Bornemisza Péter: A Magyar Electra – Electra
2017 Budapesti Térszínház Shakespeare: Szentivánéji álom – segédrendező
2016 Moravetz Produkció Moravetz Levente: Zrínyi 1566 rockmusical – Lulla
2016 Pécs Harmadik Színház Moravetz Levente: A világ teremtődése – Filodendron (rendezőasszisztens is)
2015 Tim Production Emlékszel még? – Anasztázia szubrett és primadonna/operett
2015 Budapest Gergely Theáter Kár itt minden dumáért – operett és sanzon est
2014/15 Budapest Térszínház Határ Győző: A ravatal – Valószínűtlenségi kifogás
2013/14 Győri Nemzeti Színház Sakk c. musical ensemle
2013/14 Budapesti Térszínház Molière:Tartuffe – Mariane, Hervay Gizella est – Levél a föld alól
2013 Budapest Térszínház Szophoklész: Antigoné – Antigoné
2012 Győri Nemzeti Színház a Jekyll&Hyde c. musical-Sarah
2011 Veszprémi Pannon Várszínház – Pilinszky: Élőképek – élőkép,
-Ének az esőben: Zelda Zanders,
- A miniszter félrelép: Pamela,
-Goldoni: Két úr szolgája; Smeraldina,
- Monte Cristo: Haydé
2011 Szolnoki Szigligeti Színház Jézus Krisztus Szupersztár-ensemblé
Show Színház 2009
Társulat- Szörényi Levente és Bródy János: István a király /Koppány feleség/
2007/8 Körúti Színház: A vörös malom-táncos ördög, Második szereposztás
2005/6 évad Budapesti Kamaraszínház Médeia című darab
2006 Budapest Sportaréna: 56 csepp vér – rendező Horváth Péter (potentát asszony)
Filmezés:
2017 Jóban Rosszban c. sorozat SuperTv2 "Krasznai Ágnes"
2016 Mula-Tó c. sorozat Sláger tv Olga
2016 Munkaügyek c. sorozat MTVA epizódszerep
2015 Munkaügyek c. sorozat MTVA epizódszerep, Sarlott
2015 Argo2 mozifilm Menyasszony
2015 Barátok közt Huber Fanni epizódszerep, RTL Klub
2014 Éjjel-nappal Budapest epizódszerep, Hédi
2014 Móricz Zsigmond – A láthatatlan seb, Aranka
2013 Segíts,kérlek RTL Klub
A gyanú árnyékában 33. epizód, RTL Klub
2009 Bel Ami: test dublőr
2009 Géniusz: epizódszereplő
2008 Mtv1 A Társulat című műsor
2007 Tv2 Jóban rosszban, epizódszereplő
2013 Cotton Club Voila! Show-műsorának dívája 
2013.03.20 Tankcsapda Lejárt lemez videóklip főszereplője
http://www.youtube.com/watch?v=NtfcIe0mtpo&feature=player_embedded
Szépségipar:
2007-ben a Hazánk Szépe országos szépségverseny győztese
2004 Nagykőrös Szépe II. helyezett
Modellmunkák:
2005 butik katalógus fotózás
2006 Krasznai Beatrix stylist fürdőruha bemutató Fix tv-ben
2006 Hoffmann Mónika szingli partyjain fehérnemű bemutató
2012 Alföld Aqua Termálfürdő április szépe cég arca verseny győztese
2014 Evelyn Fink ruhatervező bőr ruhakollekciójának modellje